# Liangshui (köpinghuvudort i Kina, Sichuan Sheng, lat 32,38, long 105,22)
Liangshui är en köpinghuvudort i Kina. Den ligger i provinsen Sichuan, i den sydvästra delen av landet, omkring 220 kilometer nordost om provinshuvudstaden Chengdu. Antalet invånare är 7 038. Befolkningen består av 3 353 kvinnor och 3 685 män. Barn under 15 år utgör 16,0 %, vuxna 15-64 år 73 %, och äldre över 65 år 9,0 %.
Runt Liangshui är det ganska tätbefolkat, med 248 invånare per kvadratkilometer. Liangshui är det största samhället i trakten. I omgivningarna runt Liangshui växer i huvudsak blandskog.
Genomsnittlig årsnederbörd är 1 207 millimeter. Den regnigaste månaden är juli, med i genomsnitt 336 mm nederbörd, och den torraste är december, med 1 mm nederbörd.